# Tetranychus zeae
Tetranychus zeae är en spindeldjursart som beskrevs av Ehara, Gotoh och Hong 2008. Tetranychus zeae ingår i släktet Tetranychus och familjen Tetranychidae. Inga underarter finns listade i Catalogue of Life.